# Mika Yamamoto
Mika Yamamoto ( 山本美香 ) (Tsuru, 26 de maio de 1967 - 20 de agosto de 2012) foi uma jornalista japonesa premiada para a agência de notícias Japan Press. Yamamoto morreu assassinada em 20 de agosto de 2012 enquanto cobria o curso da Guerra Civil Síria em Aleppo, Síria. Ela foi a primeira japonesa e quarta jornalista estrangeira morta na guerra civil síria, que começou em março de 2011. Ela também foi a décima quinta jornalista morta na Síria em 2012.